# المعاهدة الإنجليزية البرتغالية (1373)
المعاهدة الأنجلو-برتغالية لعام 1373 هي معاهدة بين الملك إدوارد الثالث ملك إنجلترا والملك فرديناند والملكة إليانور من البرتغال وقعت في 16 يونيو 1373. وقد أقامت معاهدة «صداقات دائمة، ونقابات (و) تحالفات» بين الدولتين البحريتين.
عززت عبر التاريخ، بما في ذلك في 1386 و1643 و1654 و1660 و1661 و1703 و1815 وبإعلان سري في عام 1899. وقد تم الاعتراف به في معاهدات التحكيم في القرن العشرين بين بريطانيا والبرتغال في عامي 1904 و1914.
كانت المعاهدة باطلة مؤقتًا خلال الاتحاد الأيبيري من 1580 إلى 1640، عندما كانت ملكا إسبانيا والبرتغال في اتحاد أسري. ومع ذلك، مع استعادة البرتغال لاستقلالها، عاد التحالف ووصل إلى ذروة جديدة خلال الحروب النابليونية عندما أرسل البريطانيون أفضل جنرالاتهم، دوق ويلنجتون، لاستنزاف جيوش نابليون في حرب شبه الجزيرة.
تم تنشيطه مرة أخرى أثناء الحرب العالمية الثانية، حيث ظل البرتغاليون محايدين، بالاتفاق مع بريطانيا، الذي لم يرغب في إدخال الحرب إلى شبه الجزيرة الإيبيرية، حتى عام 1943، عندما تم إعادة تفعيلها بالكامل من قبل الحكومة الوطنية وينستون تشرشل والبرتغال. بريطانيا، وبعد مفاوضات استمرت ثلاثة أشهر، تم منح المطارات والمرافق البحرية في جزر الأزور البرتغالية للمساعدة في مكافحة تهديد قارب يو. كما ذكر البريطانيون المعاهدة خلال حرب الفوكلاند عام 1982.